# Cryphaea jamesonii
Cryphaea jamesonii là một loài Rêu trong họ Cryphaeaceae. Loài này được Taylor miêu tả khoa học đầu tiên năm 1848.